# گورام کوستاوا
گورام کوستاوا (به گرجی: გურამ კოსტავა؛ زادهٔ ۱۸ ژوئن ۱۹۳۷ – درگذشتهٔ ۲۰ ژوئن ۲۰۲۴) شمشیرباز اهل اتحاد جماهیر شوروی بود.
وی در مسابقات کشوری و بین‌المللی در مجموع برندهٔ ۲ مدال برنز شد.